# Эффект Гуржи

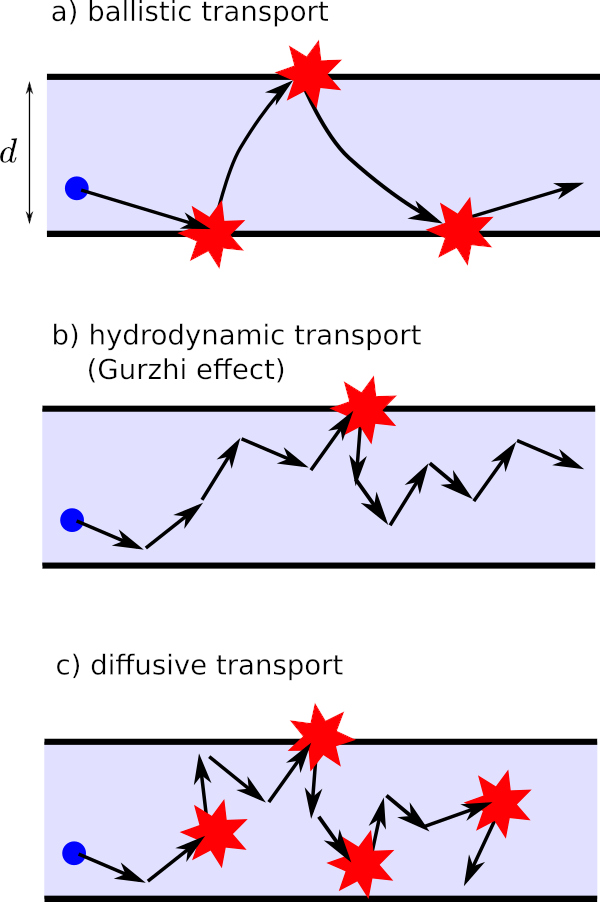
Показаны разные режимы транспорта зарядов. Голубой круг — это электрон, движущийся в проводнике шириной d. Красные звезды соответствуют столкновениям с потерей полного импульса электрона..

Эффект Гуржи заключается в уменьшении электрического сопротивления (R) проводника конечных размеров с повышением его температуры (T) (то есть ситуация {\displaystyle dR/dT<0} для определённого температурного интервала). Эффект Гуржи обычно рассматривается как доказательство гидродинамического транспорта в проводящих средах. Эффект Гуржи был теоретически предсказан Радием Николаевичем Гуржи в 1963 году.

## Механизм
Величина сопротивления проводника обратна {\displaystyle l_{lost}=\min\{l_{b},l_{V}\}} — средняя длина свободного пробега, соответствующая потере импульса в системе электронов{\displaystyle R\propto {\frac {1}{l_{lost}}},}где {\displaystyle l_{b}} — среднее расстояние, которое проходит электрон между двумя последовательными взаимодействиями с границей, {\displaystyle l_{V}} — средняя длина свободного пробега, отвечающая другим возможностям потери импульса. Отражение электронов от границы считается диффузным.
При низких температурах реализуется баллистический транспорт: {\displaystyle l_{ee}\gg d}, {\displaystyle l_{lost}\approx l_{b}\approx d}, где {\displaystyle d} — ширина проводника, {\displaystyle l_{ee}} — средняя длина свободного пробега, соответствующая нормальным электрон — электронным столкновениям (то есть столкновениям без процессов переброса импульса). При низких температурах фонон, излучаемый электроном, быстро взаимодействует с другим электроном без потери суммарного импульса электрон — фононной системы. {\displaystyle l_{ee}\approx l_{ep}}, где {\displaystyle l_{ep}\propto T^{-5}} — средняя длина свободного пробега, соответствующая электрон — фононным столкновениям. Также предполагается {\displaystyle d\ll l_{V}}. Таким образом, сопротивление для самых низких температур является постоянным {\displaystyle R\propto d^{-1}} (см. рисунок). Эффект Гуржи появляется при повышении температуры, когда длина пробега относительно электрон — электронных столкновений становится достаточно малой {\displaystyle l_{ee}\ll d}. В этом режиме диффузионную длину пробега электронов между двумя последовательными взаимодействиями с границей можно рассматривать, как свободный пробег относительно потери импульса. Пользуясь известными формулами броуновского движения, можно показать, что длина траектории электрона между двумя столкновениями с границей порядка {\displaystyle l_{lost}\approx l_{b}\approx d^{2}/l_{ee}}, а сопротивление пропорционально {\displaystyle R\propto l_{ee}(T)/d^{2}\propto T^{-5}d^{-2}}. Таким образом, наблюдается отрицательная производная {\displaystyle dR/dT<0}. Эффект Гуржи можно наблюдать при {\displaystyle l_{ee}\ll d\ll d^{2}/l_{ee}\ll l_{V}}.

## Другие проявления
Эффект Гуржи отвечает необычной ситуации, когда электрическое сопротивление зависит от частоты нормальных столкновений. Этот эффект возникает из-за наличия границ образца, имеющего конечный характерный размер {\displaystyle d}. Позже группа Гуржи обнаружила особую роль гидродинамики электронов в спиновом транспорте. В этом случае магнитная неоднородность играет роль «границы» со спин — диффузионной длиной, как характерным размером вместо {\displaystyle d}, как раньше. Эта магнитная неоднородность останавливает электроны одного направления и становится эффективным рассеивателем для электронов с противоположным спином. В этом случае магнетосопротивление проводника зависит от частоты нормальных электрон — электронных столкновений, а также от эффекта Гуржи.